# Веслування на байдарках і каное на літніх Олімпійських іграх 2016 — байдарки-одиночки, 200 метрів (жінки)
Змагання з веслування на байдарках-одиночках на дистанції 200 м серед жінок на літніх Олімпійських іграх 2016 пройшли 15-16 серпня на озері Родріго-де-Фрейташ.

## Порядок проведення
Змагання включали кваліфікаційні запливи, півфінали та фінал. Перші шість учасниць попередніх запливів виходили у півфінали. Дві спортсменки з кожного півфіналу, що показали найкращі результати, а також двоє наступних з найкращим результатом після них виходили у фінал «А». Наступні 8 найкращих півфіналісток змагалися у фіналі «Б».

## Розклад
Хронологія за бразильським часом (UTC−3)
| Дата                 | Час        | Етап                  |
| -------------------- | ---------- | --------------------- |
| 15 серпня, понеділок | 8:38 10:00 | Кваліфікація Півфінал |
| 16 серпня, вівторок  | 8:47       | Фінал                 |

## Результати

### Попередні запливи
У півфінали проходять по шість перших веслувальниць з кожного запливу.

#### Заїзд 1
| Місце | Спортсменка         | Країна              | Час    | Примітки |
| ----- | ------------------- | ------------------- | ------ | -------- |
| 1     | Ліза Керрінгтон     | Нова Зеландія (NZL) | 40.422 | SF       |
| 2     | Франсіска Лая       | Португалія (POR)    | 41.368 | SF       |
| 3     | Наташа Янич         | Угорщина (HUN)      | 41.403 | SF       |
| 4     | Чжоу Юй             | Китай (CHN)         | 42.187 | SF       |
| 5     | Оливера Молдован    | Сербія (SRB)        | 43.339 | SF       |
| 6     | Марина Торібіонг    | Палау (PLW)         | 48.913 | SF       |
| 7     | Менаталла Алі Ахмед | Єгипет (EGY)        | 49.596 |          |

#### Заплив 2
| Місце | Спортсменка             | Країна                | Час    | Примітки |
| ----- | ----------------------- | --------------------- | ------ | -------- |
| 1     | Марта Вальчикевич       | Польща (POL)          | 40.263 | SF       |
| 2     | Шпела Пономаренко Янич  | Словенія (SLO)        | 40.387 | SF       |
| 3     | Андреанн Ланглуа        | Канада (CAN)          | 40.956 | SF       |
| 4     | Інна Клинова            | Казахстан (KAZ)       | 41.030 | SF       |
| 5     | Джессіка Вокер          | Велика Британія (GBR) | 41.123 | SF       |
| 6     | Генрієтта Енґель Гансен | Данія (DEN)           | 42.455 | SF       |
| 7     | Енн Кернс               | Самоа (SAM)           | 43.652 |          |

#### Заплив 3
| Місце | Спортсменка          | Країна          | Час    | Примітки |
| ----- | -------------------- | --------------- | ------ | -------- |
| 1     | Сара Гуйо            | Франція (FRA)   | 40.317 | SF       |
| 2     | Лінеа Стенсілс       | Швеція (SWE)    | 40.828 | SF       |
| 3     | Тереза Портела Рівас | Іспанія (ESP)   | 40.844 | SF       |
| 4     | Ласма Лієпа          | Туреччина (TUR) | 41.760 | SF       |
| 5     | Вікторія Шварц       | Австрія (AUT)   | 42.847 | SF       |
| 6     | Ана Паула Вергуц     | Бразилія (BRA)  | 44.239 | SF       |
| 7     | Меггі Гоган          | США (USA)       | 44.668 |          |

#### Заплив 4
| Місце | Спортсменка             | Країна            | Час    | Примітки |
| ----- | ----------------------- | ----------------- | ------ | -------- |
| 1     | Інна Осипенко-Радомська | Азербайджан (AZE) | 40.702 | SF       |
| 2     | Мартіна Хохлова         | Словаччина (SVK)  | 41.231 | SF       |
| 3     | Бріджітт Гартлі         | ПАР (RSA)         | 41.698 | SF       |
| 4     | Юсмарі Менгана          | Куба (CUB)        | 41.701 | SF       |
| 5     | Конні Вассмут           | Німеччина (GER)   | 41.972 | SF       |
| 6     | Сабріна Амегіно         | Аргентина (ARG)   | 42.417 | SF       |
| 7     | Ольга Умаралієва        | Узбекистан (UZB)  | 42.525 |          |

### Півфінали
У фінал 'A' виходять по дві перші веслувальниці з кожного півфіналу, а також двоє найшвидших серед решти учасниць. Наступні 8 найшвидших човнів виходять у фінал 'B'.

#### Заплив 1
| Місце | Спортсменка       | Країна                | Час    | Примітки |
| ----- | ----------------- | --------------------- | ------ | -------- |
| 1     | Марта Вальчикевич | Польща (POL)          | 40.619 | FA       |
| 2     | Лінеа Стенсілс    | Швеція (SWE)          | 41.245 | FA       |
| 3     | Бріджітт Гартлі   | ПАР (RSA)             | 41.478 | FB       |
| 4     | Джессіка Вокер    | Велика Британія (GBR) | 41.483 | FB       |
| 5     | Франсіска Лая     | Португалія (POR)      | 41.573 | FB       |
| 6     | Юсмарі Менгана    | Куба (CUB)            | 41.688 | FB       |
| 7     | Оливера Молдован  | Сербія (SRB)          | 42.123 |          |
| 8     | Ана Паула Вергуц  | Бразилія (BRA)        | 44.362 |          |

#### Заплив 2
| Місце | Спортсменка             | Країна            | Час    | Примітки |
| ----- | ----------------------- | ----------------- | ------ | -------- |
| 1     | Інна Осипенко-Радомська | Азербайджан (AZE) | 39.803 | FA       |
| 2     | Сара Гуйо               | Франція (FRA)     | 40.516 | FA       |
| 3     | Шпела Пономаренко Янич  | Словенія (SLO)    | 40.797 | FA       |
| 4     | Наташа Янич             | Угорщина (HUN)    | 40.962 | FB       |
| 5     | Чжоу Юй                 | Китай (CHN)       | 41.017 | FB       |
| 6     | Сабріна Амегіно         | Аргентина (ARG)   | 41.934 |          |
| 7     | Вікторія Шварц          | Австрія (AUT)     | 43.072 |          |
| 8     | Генрієтта Енґель Гансен | Данія (DEN)       | 43.300 |          |

#### Заплив 3
| Місце | Спортсменка          | Країна              | Час    | Примітки |
| ----- | -------------------- | ------------------- | ------ | -------- |
| 1     | Ліза Керрінгтон      | Нова Зеландія (NZL) | 39.561 | FA       |
| 2     | Тереза Портела Рівас | Іспанія (ESP)       | 40.241 | FA       |
| 3     | Інна Клінова         | Казахстан (KAZ)     | 40.381 | FA       |
| 4     | Мартіна Хохлова      | Словаччина (SVK)    | 41.286 | FB       |
| 5     | Андреанн Ланглуа     | Канада (CAN)        | 41.350 | FB       |
| 6     | Конні Вассмут        | Німеччина (GER)     | 41.725 |          |
| 7     | Ласма Лієпа          | Туреччина (TUR)     | 41.866 |          |
| 8     | Марина Торібіонг     | Палау (PLW)         | 48.306 |          |

### Фінали

#### Фінал B
| Місце | Спортсменка      | Країна                | Час    |
| ----- | ---------------- | --------------------- | ------ |
| 1     | Наташа Янич      | Угорщина (HUN)        | 41.673 |
| 2     | Мартіна Хохлова  | Словаччина (SVK)      | 41.787 |
| 3     | Чжоу Юй          | Китай (CHN)           | 41.928 |
| 4     | Юсмарі Менгана   | Куба (CUB)            | 42.036 |
| 5     | Бріджітт Гартлі  | ПАР (RSA)             | 42.066 |
| 6     | Андреанн Ланглуа | Канада (CAN)          | 42.099 |
| 7     | Джессіка Вокер   | Велика Британія (GBR) | 42.205 |
| 8     | Франсіска Лая    | Португалія (POR)      | 42.695 |

#### Фінал A
| Місце | Спортсменка             | Країна              | Час    |
| ----- | ----------------------- | ------------------- | ------ |
| 1     | Ліза Керрінгтон         | Нова Зеландія (NZL) | 39.864 |
| 2     | Марта Вальчикевич       | Польща (POL)        | 40.279 |
| 3     | Інна Осипенко-Радомська | Азербайджан (AZE)   | 40.401 |
| 4     | Шпела Пономаренко Яніч  | Словенія (SLO)      | 40.769 |
| 5     | Сара Гуйо               | Франція (FRA)       | 40.894 |
| 6     | Тереза Портела Рівас    | Іспанія (ESP)       | 41.053 |
| 7     | Лінеа Стенсілс          | Швеція (SWE)        | 41.293 |
| 8     | Інна Клінова            | Казахстан (KAZ)     | 41.521 |